# Bemanevika (plaats)
Bemanevika is een plaats en commune in het noorden van Madagaskar, behorend tot het district Sambava dat gelegen is in de regio Sava. Tijdens een volkstelling in 2001 telde de plaats 13.333 inwoners.
De plaats biedt alleen lager onderwijs en beperkt middelbaar onderwijs aan. 95% van de bevolking werkt er als landbouwer en 2% verdient zijn brood als visser. Het belangrijkste landbouwproduct is vanille, andere belangrijke producten zijn koffie, kokosnoten en rijst. Verder is 1% actief in de dienstensector en heeft 2% een baan in de industrie.